# Goldie Steinberg
Goldie Steinberg (nascida Gurfinkel; 30 de outubro de 1900 – 16 de agosto de 2015) foi uma supercentenária americana judia de origem moldava, que aos 114 anos e 290 dias, era a sexta pessoa viva mais antiga do mundo e a segunda pessoa viva mais velha dos Estados Unidos depois de Susannah Mushatt Jones. Ela era a pessoa mais velha nascida no Império Russo e a judia mais velha de todos os tempos. Ela também foi a última sobrevivente do ataque dos pogroms de Quixineve em 1903 e 1905.

## Biografia
Goldie nasceu em 30 de outubro de 1900 em Quixineve no Império Russo (atual Chișinău, Moldávia), filha de Chazkel e Dvoira Gurfinkel. Em 1923, seu tio Max, um homem de negócios bem-sucedido residente nos Estados Unidos, trouxe Goldie e suas irmãs, Sarah e Raizel para os Estados Unidos. Goldie casou com Philip Steinberg em 1932. Seu marido trabalhou como joalheiro em Fulton Street até que ele faleceu em 1967. Goldie trabalhou como costureira até que se aposentou aos 80 anos. Ela viveu independente até aos 104 anos.
Ela viveu no Centro de Reabilitação e Enfermagem de Grandell em Long Beach, Nova Iorque até sua morte. Goldie morreu em 16 de agosto de 2015.